# Il castello di Otranto
Il castello di Otranto (The Castle of Otranto) è un romanzo di Horace Walpole del 1764, considerato il primo romanzo gotico. Ambientata nella città salentina di Otranto, nell'Italia meridionale, è l'opera che diede l'avvio al genere letterario poi diffusosi tra il tardo Settecento e l'inizio dell'Ottocento, con autori come Clara Reeve, Ann Radcliffe, William Thomas Beckford, Matthew Lewis, Mary Shelley, Bram Stoker, Edgar Allan Poe, Robert Louis Stevenson e George du Maurier. 

## Storia editoriale
La prima edizione, risalente al 1764, era intitolata The Castle of Otranto, A Story. Translated by William Marshal, Gent. From the Original Italian of Onuphrio Muralto, Canon of the Church of St. Nicholas at Otranto ("Il Castello di Otranto. Una storia. Tradotto da William Marshal, gent. dall'originale italiano di Onuphrio Muralto, vescovo della Chiesa di San Nicola di Otranto"). Questa prima edizione si presentava nella finzione letteraria come una traduzione di un manoscritto stampato a Napoli nel 1529 e da poco rinvenuto nella biblioteca di "un'antica famiglia cattolica nel nord dell'Inghilterra". Si affermava che la storia manoscritta in italiano derivasse da un'altra storia più vecchia, risalente forse al periodo delle Crociate. Il manoscritto italiano e il suo presunto autore "Onuphrio Muralto" rappresentarono gli stimoli creativi di Walpole, che assunse lo pseudonimo di "William Marshal" (il nome citato nel manoscritto).
Nella seconda edizione e in quelle successive Walpole riconobbe invece la paternità dell'opera scrivendo che "Il modo favorevole in cui questi piccoli frammenti sono stati ricevuti dal pubblico impone all'autore di spiegare il terreno su cui egli l'ha composto". All'epoca era acceso il dibattito sul ruolo della letteratura: se i romanzi dovessero essere o meno rappresentativi della vita o più puramente immaginari (naturale contro romantico). La prima edizione fu bene accolta da alcuni critici, che inserirono l'opera nel filone del romanzo medioevale "tra il 1095, l'epoca della prima crociata, e il 1243, l'anno dell'ultima", come rileva la prima prefazione. Alcuni critici descrissero Walpole come un "traduttore ingegnoso". In seguito all'ammissione di paternità del libro da parte di Walpole, tuttavia molti critici furono restii a lodare l'opera, riducendola a prosa romantica assurda e tronfia.
Nelle intenzioni di Walpole il romanzo era un tentativo di unificare il novel e il romance (alla stregua di Nathaniel Hawthorne col suo La casa dei sette abbaini). Ciò appare chiaro rileggendo la seconda stesura della prefazione:
Nella sua edizione del 1924 de Il castello di Otranto, Montague Summers ha dimostrato che la storia della vita di Manfredi di Sicilia ha ispirato alcune parti della trama. Il vero castello medievale di Otranto è tra i beni di Manfredi.

## Trama

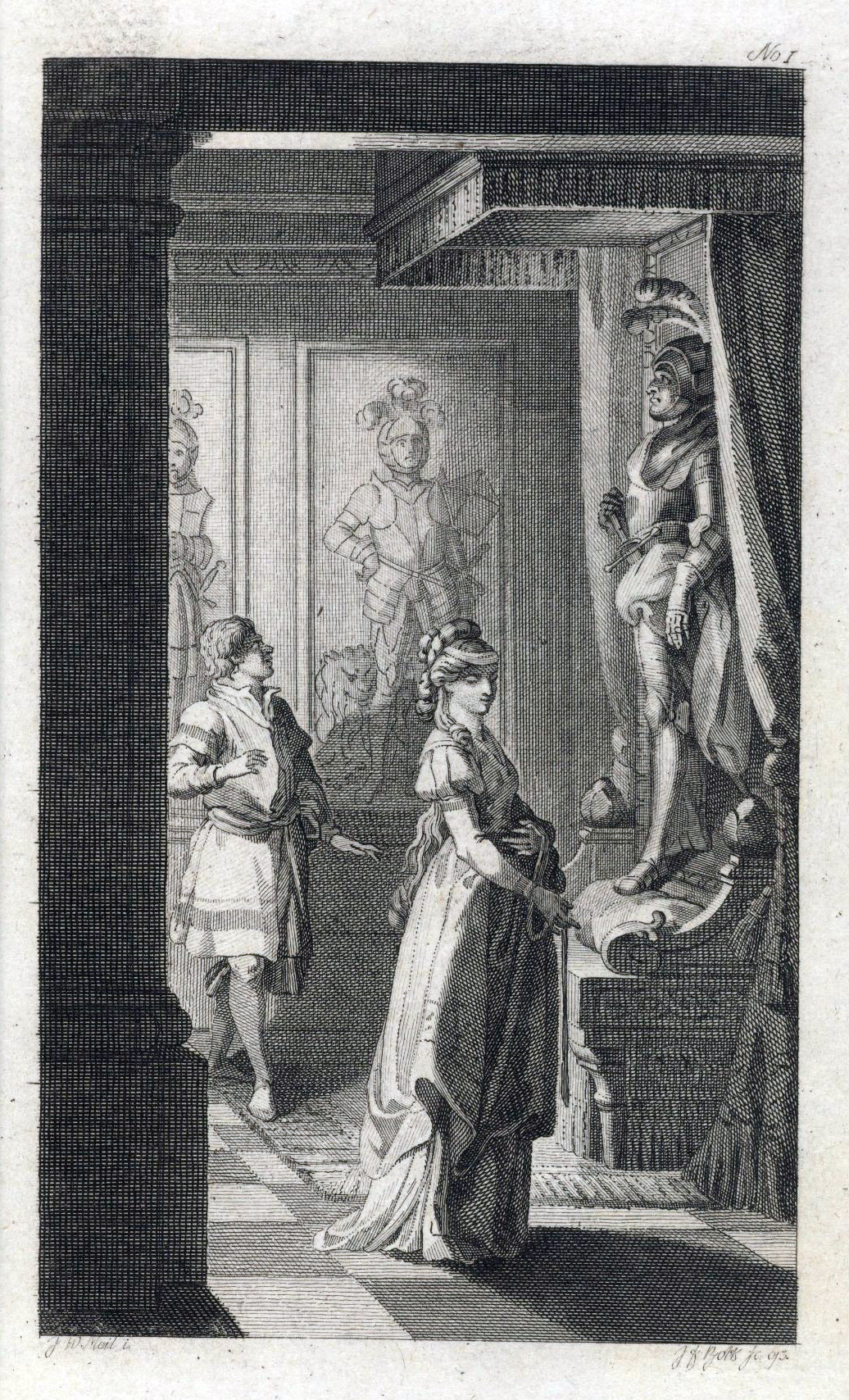
Illustrazione dall'edizione tedesca del 1794, disegnata da Johann Wilhelm Meil (1733-1805) e incisa da Johann Friedrich Bolt (1769-1836).

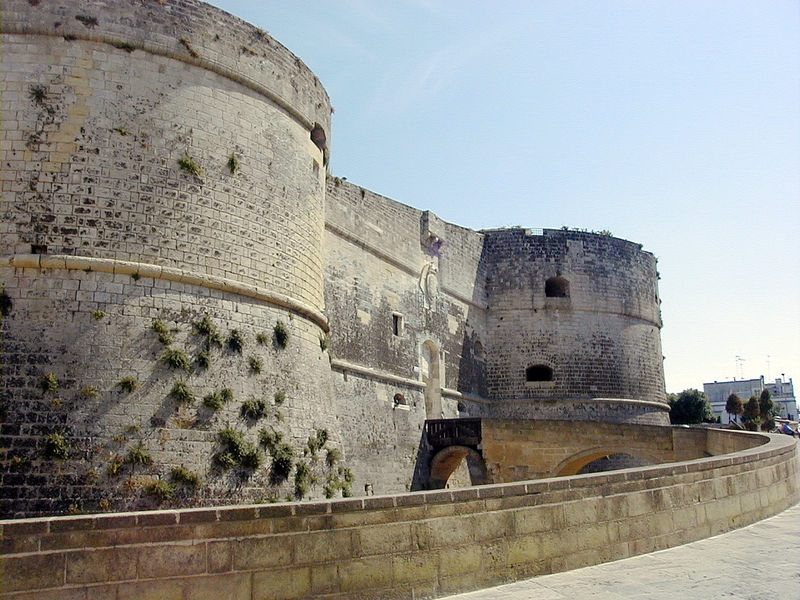
Scorcio del castello di Otranto

La signoria di Otranto è legata a una profezia: «Il castello e la signoria d'Otranto verranno a mancare all'attuale famiglia, quando l'autentico possessore diventerà troppo grande per abitarvi».
Manfredi, principe d'Otranto, ha due figli: Matilda e Corrado, il suo prediletto, che dovrebbe sposare Isabella, la figlia del marchese di Vicenza. Proprio il giorno delle nozze, però, Corrado viene schiacciato da un enorme elmo identico a quello della statua di Alfonso, un precedente principe della signoria d'Otranto.
Alla sera Manfredi, che dalla moglie Ippolita non riesce ad avere eredi maschi, propone a Isabella di sposare lui. Isabella scappa, Manfredi cerca di inseguirla, ma viene trattenuto dallo spettro di un suo antenato.
Isabella raggiunge un passaggio segreto che congiunge i sotterranei del castello alla chiesa di San Nicola e, con l'aiuto di un contadino di nome Teodoro, riesce a fuggire, rifugiandosi nel convento, ma Manfredi lo scopre. I domestici, inoltre, gli riferiscono di aver visto le braccia e le gambe di un gigante nel salone.

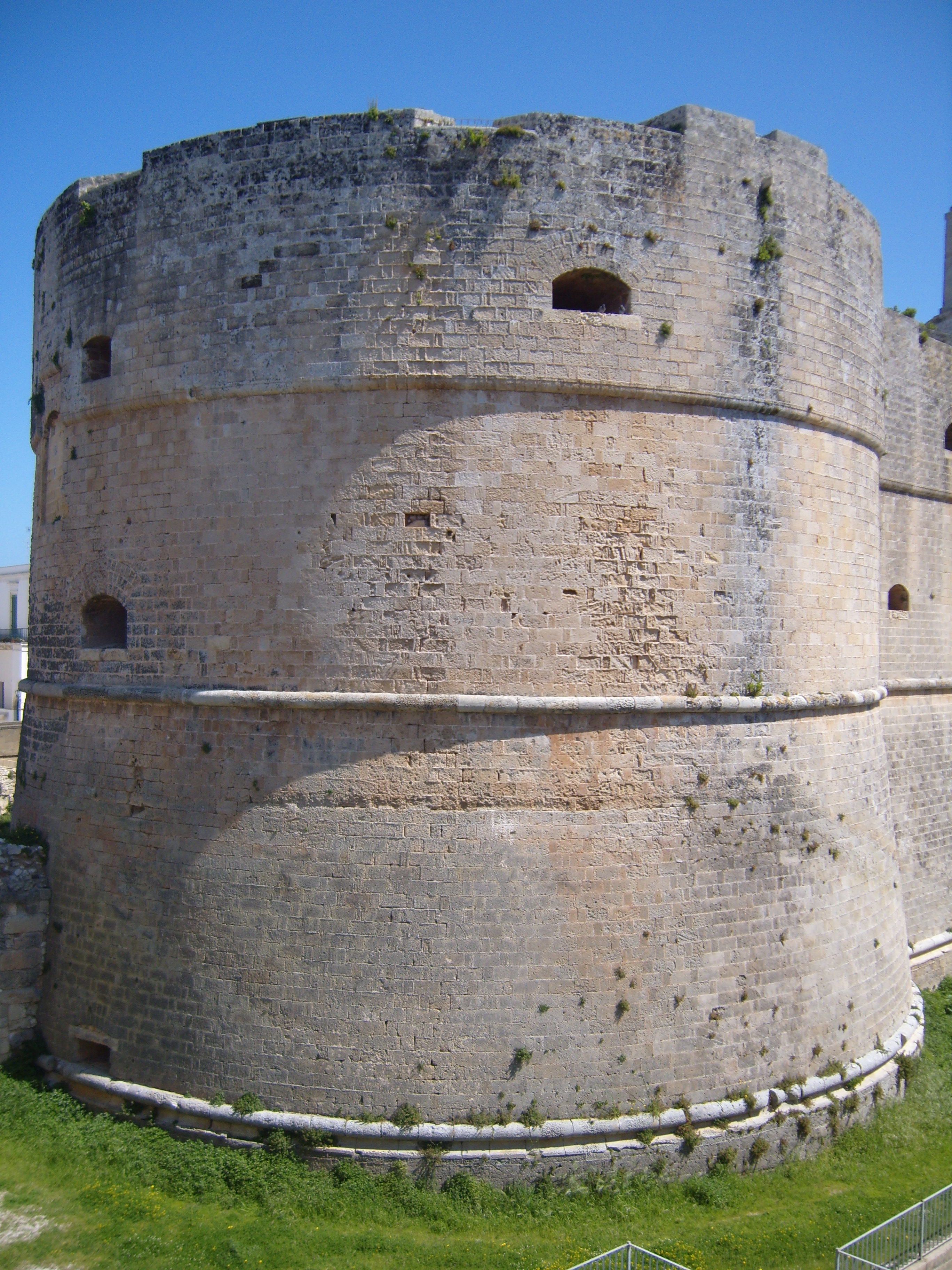
Un torrione del castello di Otranto

Il mattino seguente, Padre Girolamo informa Manfredi che Isabella è stata trovata nella chiesa del convento. Manfredi condanna a morte Teodoro, che inoltre è innamorato di Matilda. Il contadino vuole confessarsi prima di morire e Padre Girolamo, durante la confessione, riconosce Teodoro come suo figlio e se vuole risparmiare la vita di Teodoro, dovrà riportare Isabella al castello. Mentre avviene l'incontro, arriva al castello Federico, marchese di Vicenza, per ricondurre a casa la figlia Isabella e ottenere la signoria d'Otranto, ritenendo di essere il legittimo erede di Alfonso. Manfredi lo accoglie nel castello, frattanto Isabella scappa dal convento, perciò tutti si mettono a cercarla. Matilda ne approfitta per liberare e far scappare Teodoro. Nel bosco egli incontra Isabella e la porta al sicuro; per proteggerla, colpisce per errore Federico.
Quest'ultimo viene riportato al castello e racconta di aver trovato la spada compagna dell'elmo che prediceva un pericolo per sua figlia. Manfredi propone a Federico la mano di Matilda in cambio di quella di Isabella e il marchese, affascinato da Matilda, acconsente, per poi venire dissuaso dall'apparizione di uno scheletro che si presenta come un eremita che Federico aveva incontrano anni prima. Nel salone viene vista di nuovo la mano di un gigante.
Manfredi vede Teodoro con una donna e, credendo che sia Isabella, la accoltella per esser stato rifiutato, uccidendo invece Matilda. Dopo la morte di Matilda, un boato fa crollare il castello e la figura di Alfonso appare al centro delle rovine. «Ecco Teodoro, il vero erede di Alfonso!» dice la visione prima di ascendere al cielo, dove le nuvole rivelano la figura di San Nicola di Myra. Manfredi svela l'usurpazione di suo nonno e Girolamo racconta le vicende degli antenati di Teodoro. Manfredi abdica, Ippolita si ritira in convento e Teodoro sposa Isabella.

## Edizioni italiane
- Horace Walpole, Il castello di Otranto, trad. E. Kampmann, Milano, Frassinelli, 1995
- Horace Walpole, Il castello di Otranto, trad. M. Praz, Milano, BUR Biblioteca Universale Rizzoli, 2007